# Richard Kiplagat
Richard Kiplagat (ur. 3 lipca 1984) – kenijski lekkoatleta specjalizujący się w biegach średnich. 
W 2007 roku dotarł do półfinału igrzysk afrykańskich w biegu na 800 metrów. Został zdyskwalifikowany w biegu eliminacyjnym na tym samym dystansie podczas halowych mistrzostw świata w 2008. Zdobywca srebrnego medalu igrzysk Wspólnoty Narodów w Nowym Delhi (2010).

## Osiągnięcia
| Rok  | Impreza                             | Miejsce    | Lokata     | Wynik   |
| ---- | ----------------------------------- | ---------- | ---------- | ------- |
| 2007 | Igrzyska afrykańskie                | Algier     | półfinał   | 1:49,12 |
| 2008 | Światowy finał lekkoatletyczny IAAF | Stuttgart  | 7. miejsce | 1:50,75 |
| 2010 | Igrzyska Wspólnoty Narodów          | Nowe Delhi | 2. miejsce | 1:46,95 |

## Rekordy życiowe
- bieg na 800 metrów – 1:44,77 (8 lipca 2010, Lozanna)
- bieg na 800 metrów (hala) – 1:46,16 (11 lutego 2011, Düsseldorf)
- bieg na 1000 metrów (hala) – 2:16,96 (21 lutego 2008, Sztokholm)